# Bernd Köhler

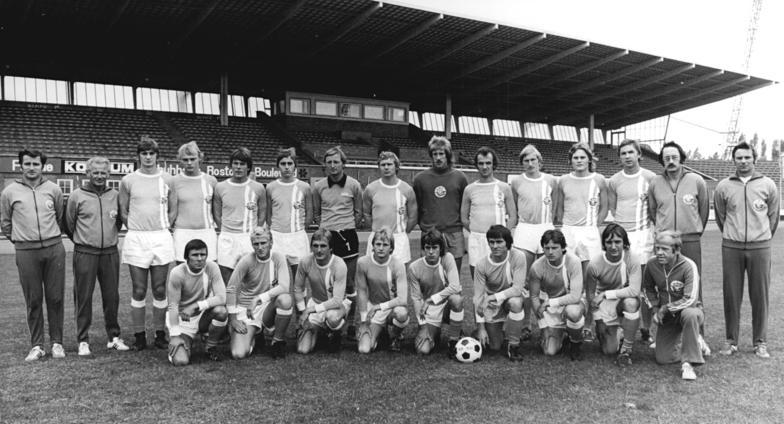
Bernd Köhler (vordere Reihe, vierter von links) mit F.C. Hansa Rostock im Jahr 1978

Bernd Köhler (* 3. April 1957) war Fußballspieler in der DDR. Für den FC Hansa Rostock spielte er zwischen 1976 und 1978 in der Oberliga, der höchsten Spielklasse des DDR-Fußballverbandes.

## Fußball-Laufbahn
Köhler kam 1972 in die Jugendmannschaft des FC Hansa Rostock. Sein erstes Spiel im Männerbereich absolvierte der 1,76 m große Stürmer mit der in der zweitklassigen DDR-Liga spielenden 2. Mannschaft am letzten Spieltag der Saison 1973/74, dem 27. April 1974. Für die Spielzeit 1974/75 wurde er offiziell für die 2. Mannschaft nominiert, der 17-Jährige bestritt jedoch nur drei Punktspiele als Linksaußenstürmer, in der übrigen Zeit wurde er in der Juniorenoberliga eingesetzt.
1975/76 musste die 1. Mannschaft des FC Hansa nach dem Abstieg aus der Oberliga in der DDR-Liga spielen. Hier etablierte sich Köhler als Stammspieler der 1. Mannschaft und hatte mit 18 Einsätzen in den 30 ausgetragenen Spielen sowie vier Torerfolgen maßgeblichen Anteil an der sofortigen Rückkehr in die Oberliga. In der neuen Oberligasaison 1976/77 kam Köhler erst am 9. Spieltag in der Oberligamannschaft zum Einsatz. In seinem ersten Erstligaspiel, Hansa Rostock – Union Berlin (1:0), wurde er in der 46. Minute eingewechselt. Er kam in dieser Saison auf sechs Oberligaspiele, nur drei spielte er über die volle Distanz. Hansa beendete die Spielzeit erneut als Absteiger. Am umgehenden Wiederaufstieg war Köhler diesmal mit 20 Punktspielen und zwei Toren beteiligt. Für 1978/79 nominierte der Klub Köhler zwar für die Oberligamannschaft, dieser hatte jedoch nur am 1. und 4. Spieltag zwei Kurzeinsätze und spielte ansonsten in der Nachwuchsoberliga.
Zum Ende der Saison 1978/79 verließ Köhler 22-jährig Hansa Rostock. Für die 1. Mannschaft hatte er von 1975 bis 1978 45 Pflichtspiele absolviert und dabei sechs Tore erzielt. In der Oberliga spielte er achtmal und blieb ohne Torerfolg. Im Sommer 1979 schloss sich Köhler dem DDR-Ligisten TSG Bau Rostock an, der zu dieser Zeit als Auffangbecken für gescheiterte Hansa-Spieler galt. Mit Ausnahme von 18 Monaten Militärdienst, die er zwischen 1982 und 1984 bei der ebenfalls in der DDR-Liga spielenden Armeesportgemeinschaft Vorwärts Stralsund verbrachte, spielte Köhler mit der TSG bis 1986 in der DDR-Liga. Als die TSG 1986 in die drittklassige Bezirksliga Rostock abstieg, kehrte der zu diesem Zeitpunkt 29-jährige Köhler nicht mehr in den höherklassigen Fußball zurück.
Später wurde Köhler Berufsschullehrer in der Rostocker Beruflichen Schule für Bautechnik.